# Ана Шимић
Ана Шимић (Градачац, 5. мај 1990) је хрватска атлетичарка специјалиста за скок увис. Чланица је АК Загреб, а тренер јој је Едо Јосиповић. Била је чланица репрезентације Европе на Континенталном купу 2014. у Маракешу (Мароко).

## Спортска биографија
Њен најбољи резултат је скок од 1,96 м, а постигла га је у Будимпешти 2013.

### 2014.
Дана 18. маја 2014. на другом митингу Дијамантске лиге Златни гран при Шангаја, скочила је у првом покушају нови лични рекорд 1,97 м што је уједно био и најбољи светски резултат сезоне. Победила је испред Инике Макферсон и Бут Беитије које су скочиле по 1,92 метра. Успех је поновила и 3 дана касније на митингу у Пекингу. Победила је исте противнице поставивши нови лични рекорд 1,98 м. На следећем митингу Дијамнтске лиге у Ослу, завршила је као трећа (1,95 м), иза Рускиње Марије Кучине која је победила (1,98 м) и своје земљакиње Бланке Влашић такође са 1,98 м. Ана Шимић наставља сакупљање бодова у Дијамнтској лиги, тако да је у Паризу поново трећа (1,94 м) овај пут иза прве Бланке Влашић и Марије Мучине које су скочиле по 2,00 метра. На крају Дијамантске лиге 2014. у укупном пласману била је друга са 12 бодова из Марије Кучине са 18, а испред треће Бланке Влашић са 10 и четврте Рут Беитије са 5 бодова.
Европска медаља у Цириху Ана Шимић била је, после одустајања Бланке Влашић, међу фаворитима за највиши пласман на Европском првенству 2014. одржаном у Цириху. Током редовних такмичења у летњој сезони имала је добре резултате1,95 м Јуџин, Хенгело и Осло, 1,97 м у Шангају и 1,98 м у Пекингу. У финалу, је поправила лични рекорд у првом покушају на 1,99 м. Освојила је бронзану медаљу, прву на великим такмичењима, иза двоструке европске првакиње из Шпаније Рут Беитије (2,01 м) и другопласиране Рускиње Марије Кучине, која је имала исти резултат као и Ана, али са једним скоком мање.

## Значајнији резултати
| Год.  | Такмичење                                             | Место                        | Пласман | Резултат | Бел.                                      |
| ----- | ----------------------------------------------------- | ---------------------------- | ------- | -------- | ----------------------------------------- |
| 2007. | Светско првенство у атлетици за младе                 | Острава, Чешка               | 21.     | 1,70     |                                           |
| 2007. | Европски олимпијски фестивал младих                   | Београд Србија               | 13.     | 1,70     |                                           |
| 2008. | Светско првенство за јуниоре                          | Бидгошћ, Пољска              | 14.     | 1,78     |                                           |
| 2009. | Европско првенство за јуниоре                         | Нови Сад, Србија             | 18.     | 1,73     |                                           |
| 2010. | Европско првенство                                    | Барселона, Шпанија           | 22.     | 1,83     | Архивирано на веб-сајту (9. јун 2012)     |
| 2011. | Европско првенство у дворани                          | Париз, Француска             | 20.     | 1,85     | Архивирано на веб-сајту (16. јул 2011)    |
| 2011. | Европско екипно првенство у атлетици 2011 — Прва лига | Измир, Турска                | 1.      | 1,92     |                                           |
| 2011. | Европско првенсдтво младих                            | Острава, Чешка               | 7.      | 1,90     |                                           |
| 2011. | Универзијада                                          | Шенџен, Кина                 | 11.     | 1,81     |                                           |
| 2012. | Балканско првенство у дворани                         | Истанбул, Турска             |         | 1,91     |                                           |
| 2012. | Светско првенство у дворани                           | Истанбул, Турска             | 14.     | 1,88     |                                           |
| 2012. | Европско првенство                                    | Хелсинки, Финска             | 20.     | 1,83     | Архивирано на веб-сајту (6. октобар 2014) |
| 2012. | Олимпијске игре                                       | Лондон, Уједињено Краљевство | 29.     | 1,80     |                                           |
| 2013. | Балканско првенство у дворани                         | Истанбул, Турска             |         | 1,93     |                                           |
| 2013. | Европско првенство у дворани                          | Гетеборг, Шведска            | 11.     | 1,89     |                                           |
| 2013. | Медитеранске игре                                     | Мерсин, Турска               |         | 1,92     |                                           |
| 2013. | Балканско првенство на отвореном                      | Стара Загора, Бугарска       |         | 1,88     |                                           |
| 2013. | Светско првенство на отвореном                        | Москва, Русија               | 19.     | 1,88     |                                           |
| 2014. | Светско првенство у дворани                           | Сопот, Пољска                | 16.     | 1,88     |                                           |
| 2014. | Европско првенство                                    | Цирих, Швајцарска            |         | 1,99     |                                           |

## Лични рекорди
| Дисциплина | Дисциплина   | Резултат | Место                       | Даум                                                 |
| ---------- | ------------ | -------- | --------------------------- | ---------------------------------------------------- |
| Скок увис  | На отвореном | 1,99 m   | Цирих                       | 17. август 2014.                                     |
| Скок увис  | У дворани    | 1,94 m   | Hustopece Гетеборг Истанбул | 1. фебруар 2014. 15. фебруар 2014. 22. фебруар 2014. |